# Alessandro Barbero
Alessandro Barbero (n. 30 aprilie 1959, Torino, Italia) este un istoric și scriitor italian.
A câștigat Premiul Strega în 1996 pentru Bella vita e guerre altrui di Mr. Pyle, gentiluomo.